# Провінція Ямашіро
Провінція Ямашіро (яп. 山城国 — Ямашіро но куні, «країна Ямашіро»; 山州 — сансю, «провінція Ямашіро»; 城州 — дзьосю, «провінція Ямашіро») — історична провінція Японії у регіоні Кінкі на острові Хонсю. Відповідає південній частині префектури Кіото.

## Короткі відомості
Провінція Ямашіро була утворена у 7 столітті. Її першопочатковий адміністративний центр знаходився однойменному містечку Ямашіро. Після переносу японської столиці у 794 році до міста Кіото (Хей'ан), саме воно почало виконувати роль провінційного центру. Уряд губернаторів Ямашіро знаходився у сучасному місті Одзакі.
Оскільки на території провінції Ямашіро знаходилась столиця, у якій розміщувалися імператорський двір та центральний ряд, ця провінція була найважливішим стратегічним районом Японії.
До 13 століття провінція керувалася японським монархом, однак згодом його замістив Кіотський інспектор, спеціальний чиновник самурайських урядів, сьоґунатів. З 14 століття контроль над Ямашіро став предметом суперечок між найвпливовішими родами середньовічної Японії — родів Ямана, Хатакеяма, Іссікі, Хосокава та Акамацу. Військове протистояння між ним стало причиною руйнації регіону та занепаду політичного значення Ямашіро як центру держави.
У 16 століття завдяки старанням Оди Нобунаґи і Тойотомі Хідейосі столиця Кіото та провінція Ямашіро повернули собі втрачений авторитет. Однак встановлення сьоґунат Токуґава у місті Едо (суч. Токіо), стало причиною переносу політичного центру країни на Схід.
У період Едо (1603—1867) провінція Ямашіро перебувала під прямим контролем сьоґунів Токуґава. Нею керув Кіотський намісник. Окрім цього, на землях провінції було утворено невилике володіння Йодо-хан, яке почерегово передавалося родам Мацудайра, Наґаі, Ісікава, Тода та Інаба.
У результаті адміністративної реформи 1871 року провінцію Ямашіро було перетворено на префектуру Кіото.

## Повіти
- Кадоно 葛野郡
- Кії 紀伊郡
- Повіт Кусе 久世郡
- Отаґі 愛宕郡
- Повіт Отокуні 乙訓郡
- Повіт Сораку　相楽郡
- Удзі 宇治郡
- Повіт Цудзукі 綴喜郡